# Theodore Swarts

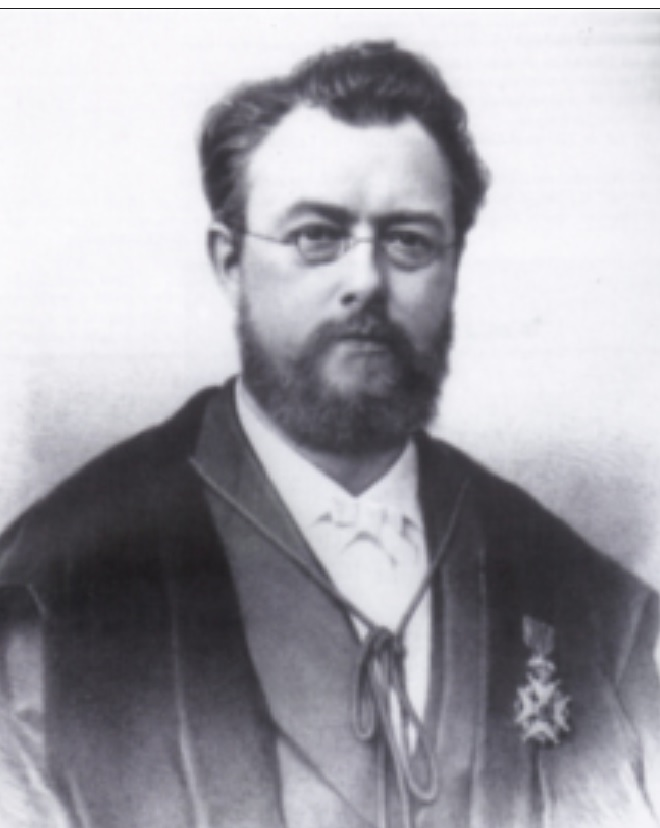
Theodore Swarts

Theodore Swarts (* 9. Mai 1839 in Antwerpen; † 31. August 1911 in Kortenberg) war ein belgischer Chemiker.

## Leben
Swarts, der das Athenaeum in Antwerpen besucht hatte, war Schüler von August Kekulé in Gent und 1867 dessen Nachfolger als Hochschullehrer in Gent (außerordentlicher Professor), als Kekulé nach Bonn wechselte. Schon 1858 war er an der Universität Gent als Präparator des Kurses für allgemeine Chemie (und 1862 Repetitor für Chemie an der Vorbereitungsschule für Bauingenieure (Genie civile) und 1865 bis 1867 Professor an der Militärschule). 1871 wurde er ordentlicher Professor. Er war zweimal Dekan der Fakultät für Naturwissenschaften. 1903 wurde er emeritiert. Er galt als hervorragender Lehrer.
Seine Tochter heiratete 1889 seinen Assistenten Leo Baekeland, mit dem sie in die USA auswanderte. Dort war Baekeland in der photographischen Industrie erfolgreich.
Sein Sohn Frédéric Swarts war ebenfalls Chemiker.

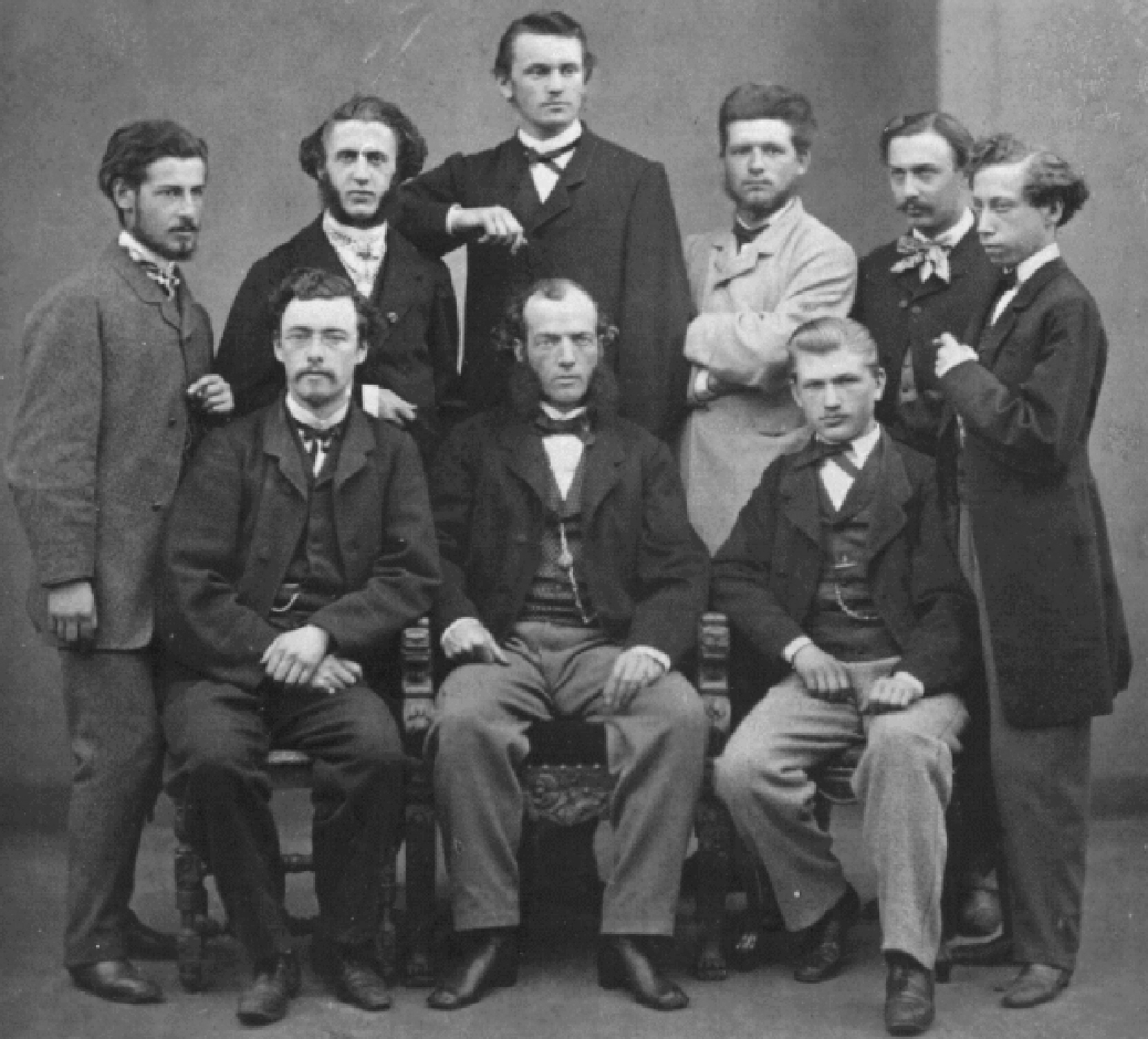
Swarts sitzend links neben Kekulè, der in der Mitte sitzt, Gent 1866

## Schriften
- Introduction à l'etude de la chimie théorique, Gent 1878
- Principes fondamentaux de chimie, Gent 1883
- Precis de chimie générale et descriptive, 3. Auflage, Gent 1887 (zuerst 1868)
- Notions élémentaires d'analyse chimique, Gent, 3. Auflage 1887